# Ligne S19 du RER bruxellois
Pour les articles homonymes, voir S19.
La ligne S19 du RER bruxellois, plus simplement nommée S19, est une ligne de train de l'offre ferroviaire suburbaine à Bruxelles, étape du projet Réseau express régional bruxellois, elle relie Charleroi et Braine-l'Alleud à l'aéroport de Bruxelles-National (Zaventem), traversant l'est de Bruxelles sur un axe Sud-Nord.
Elle emprunte les infrastructures de la ligne 124 (Bruxelles - Charleroi), de la ligne 26 (Hal - Vilvorde) et de la ligne 25N (entre Haren et l'aéroport).

## Histoire
La ligne S19 était, jusqu'en février 2022, une relation Intercity (IC-27) requalifiée en train S qui désigne mieux sa desserte semi-directe à arrêts fréquents. Il s'agit de la première ligne de trains S à ne pas être un ancien service omnibus (L) ; des premiers trains S à desservir l'aéroport et de la première interconnexion régulière entre les réseaux "S" de Charleroi et Bruxelles.

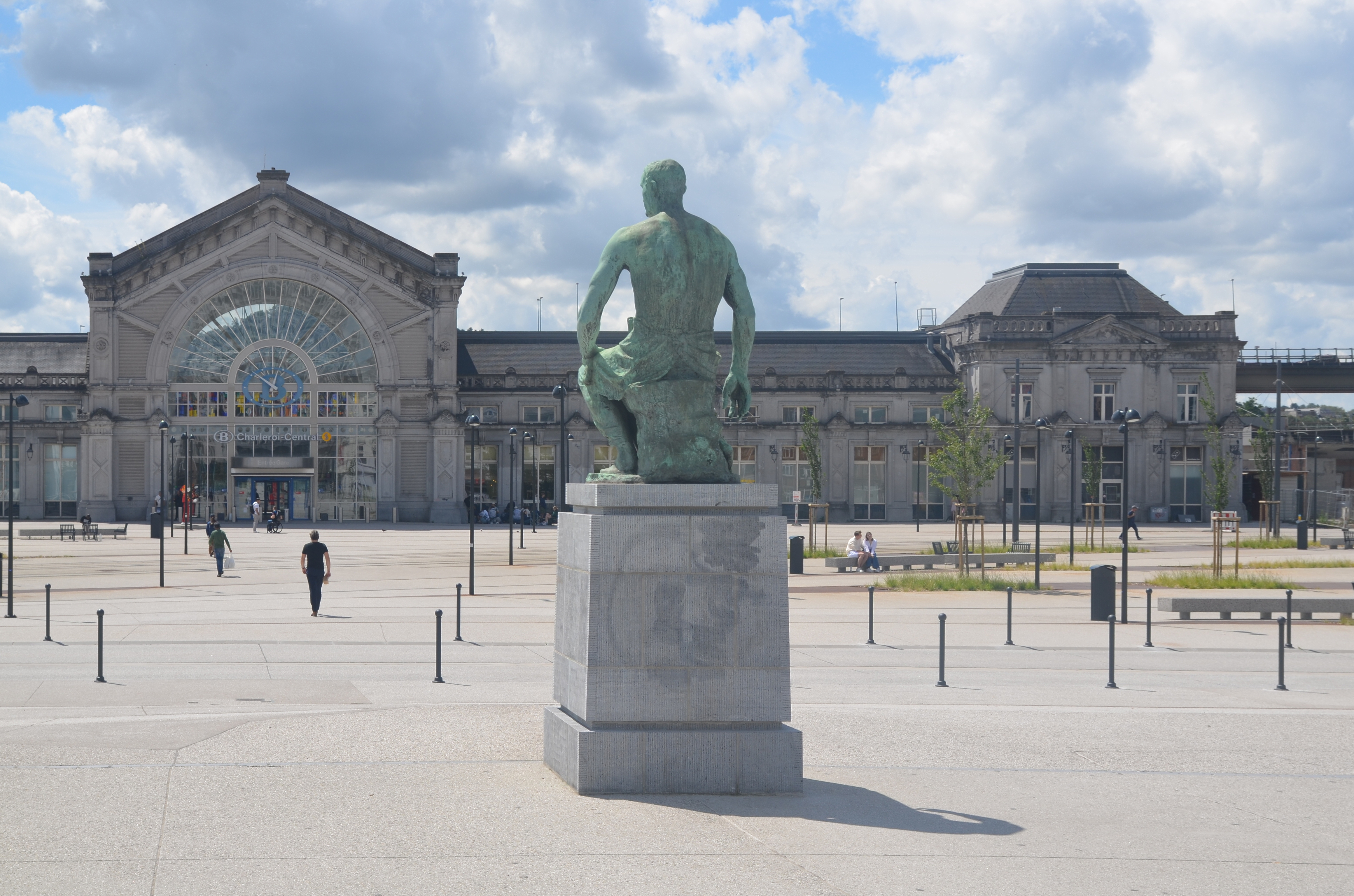
Charleroi-Central, terminus de la relation S19.
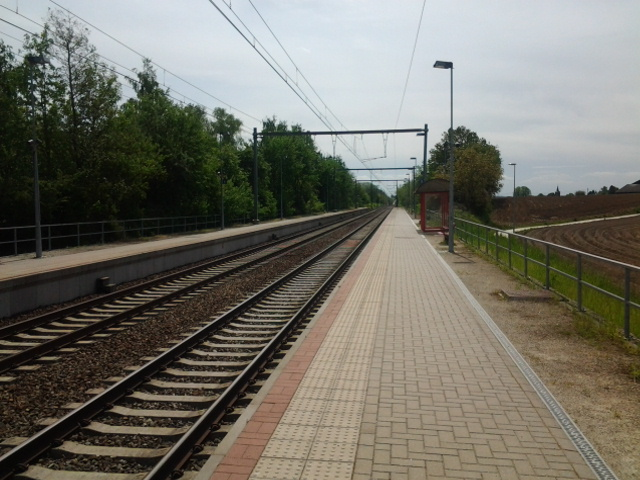
Gare d'Obaix-Buzet.

Elle fait partie de l'offre ferroviaire S de Bruxelles lancée le 13 décembre 2015.
Elle permet la desserte conjointe des lignes 124, 26, d’une petite portion de la ligne 161 du tunnel Schuman-Josaphat et du diabolo ferroviaire menant à l'aéroport de Zaventem sans nécessiter de correspondance. Elle recoupe le parcours des trains S9 Nivelles - Landen, les remplaçant même le week-end, mais ces derniers, moins rapides, desservent davantage de gares intermédiaires.
Elle est exploitée, en semaine, au rythme d’un train par heure dans chaque sens sans train supplémentaire aux heures de pointe. Le week-end, son terminus méridional est Nivelles et elle circule jusque Landen.

## Infrastructure
Ces trains utilisent les lignes ou sections de lignes suivantes :
- 36 de Landen à Y Nossegem (le week-end seulement)
- 36C/1 de Y Nossegem à Y Aéroport (le week-end seulement)
- 36C de Y Aéroport (en semaine de Bruxelles-Aéroport-Zaventem) à Y Brucargo
- 36C/2 de Y Brucargo à Y Keelbeek-Nord
- 26 de Y Keelbeek-Nord à Y Cinquantenaire
- 161A (y compris le tunnel Schuman-Josaphat) de Y Cinquantenaire à Etterbeek
- 26/4 d'Etterbeek à Y Boondael
- à nouveau 26 de Y Boondael à Y Linkebeek-Hal
- 26/5 de Y Linkebeek-Hal à Y Linkebeek
- enfin 124 de Y Linkebeek à Nivelles (le week-end) ou à Charleroi-Central (en semaine).

Toutes ces lignes sont à voie normale et électrifiées en 3 kV continu.

Vues de la ligne
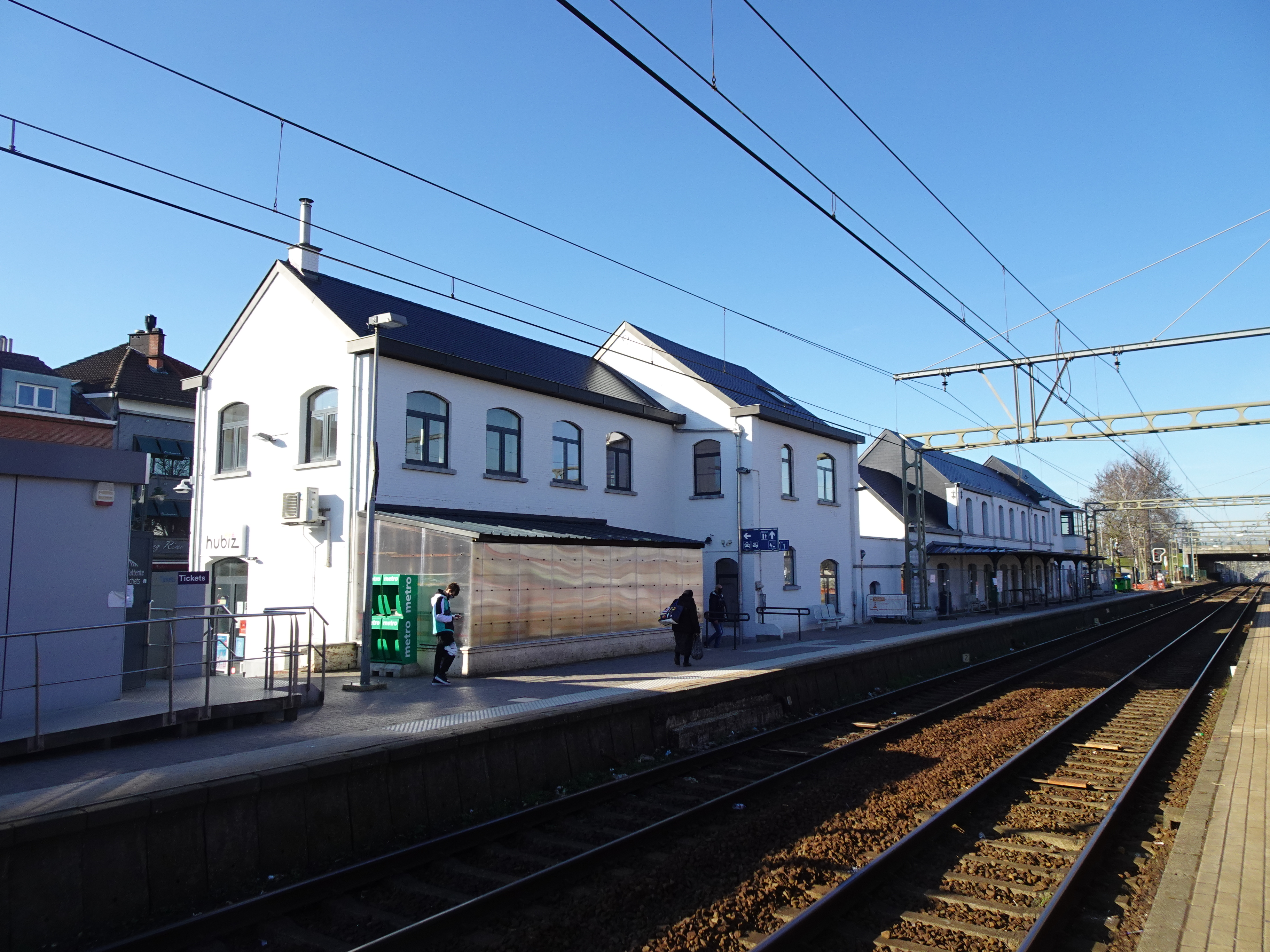
Braine-l’Alleud.
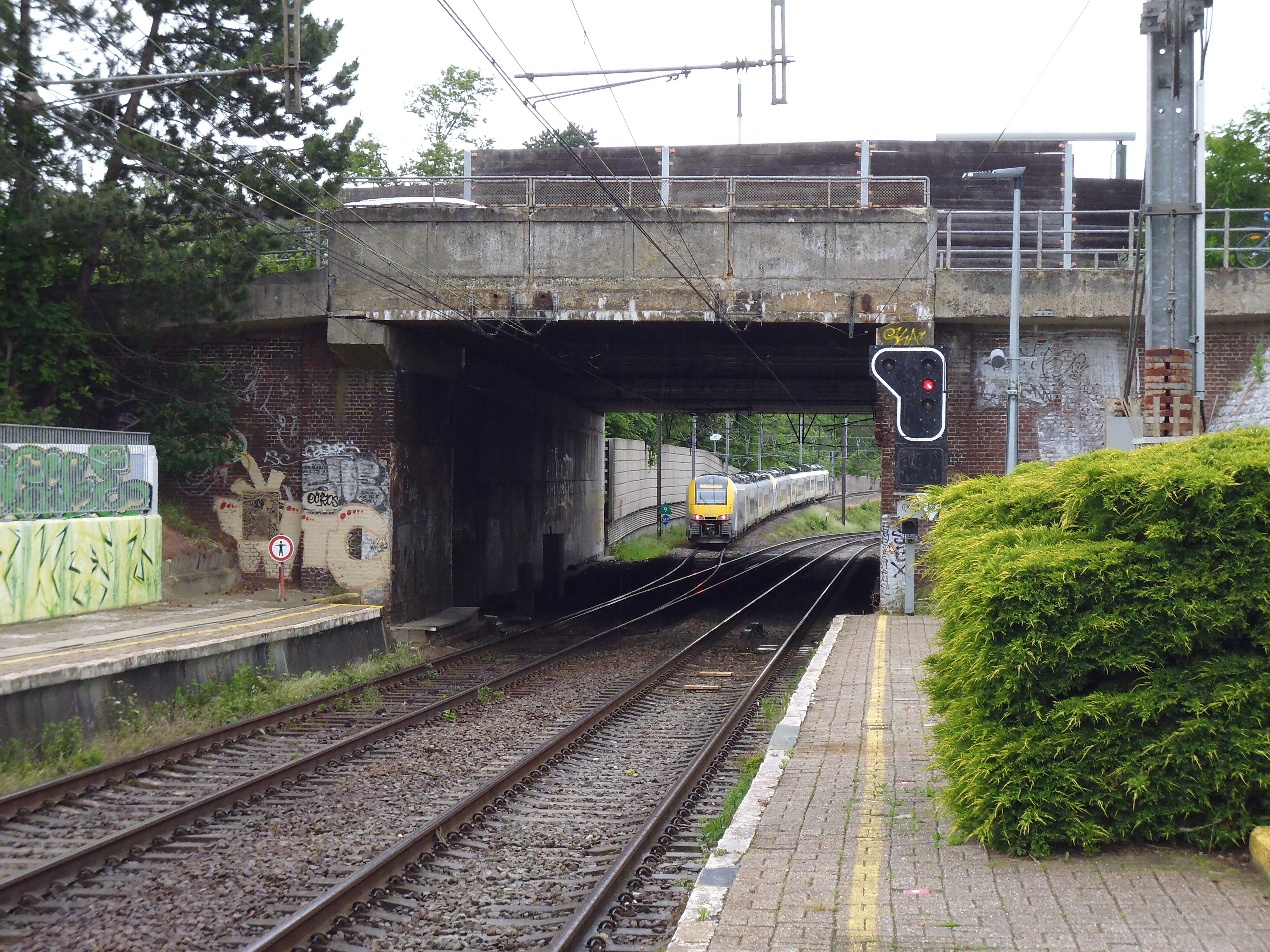
Raccordement à la ligne 26.
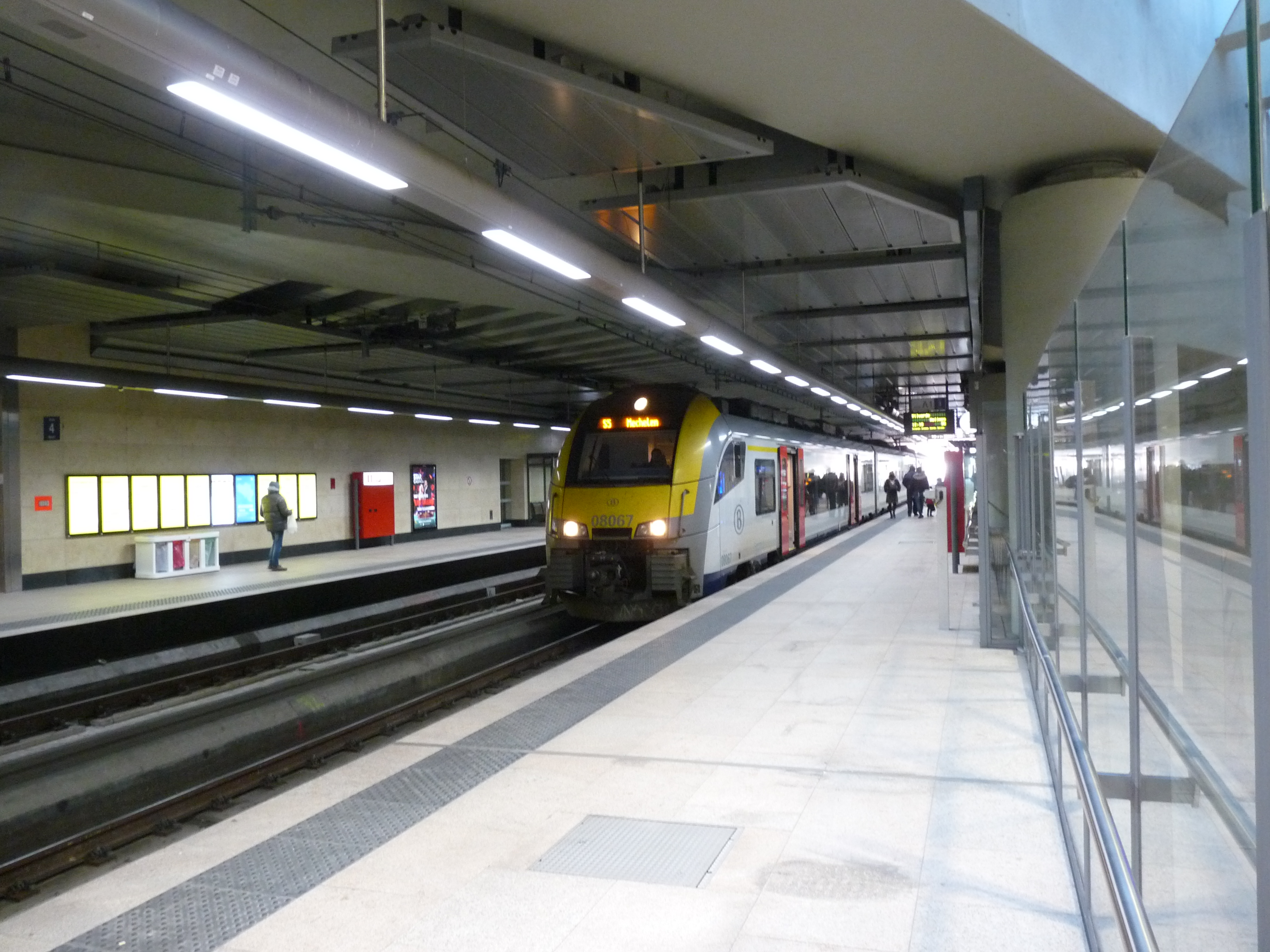
Gare souterraine de Schuman.
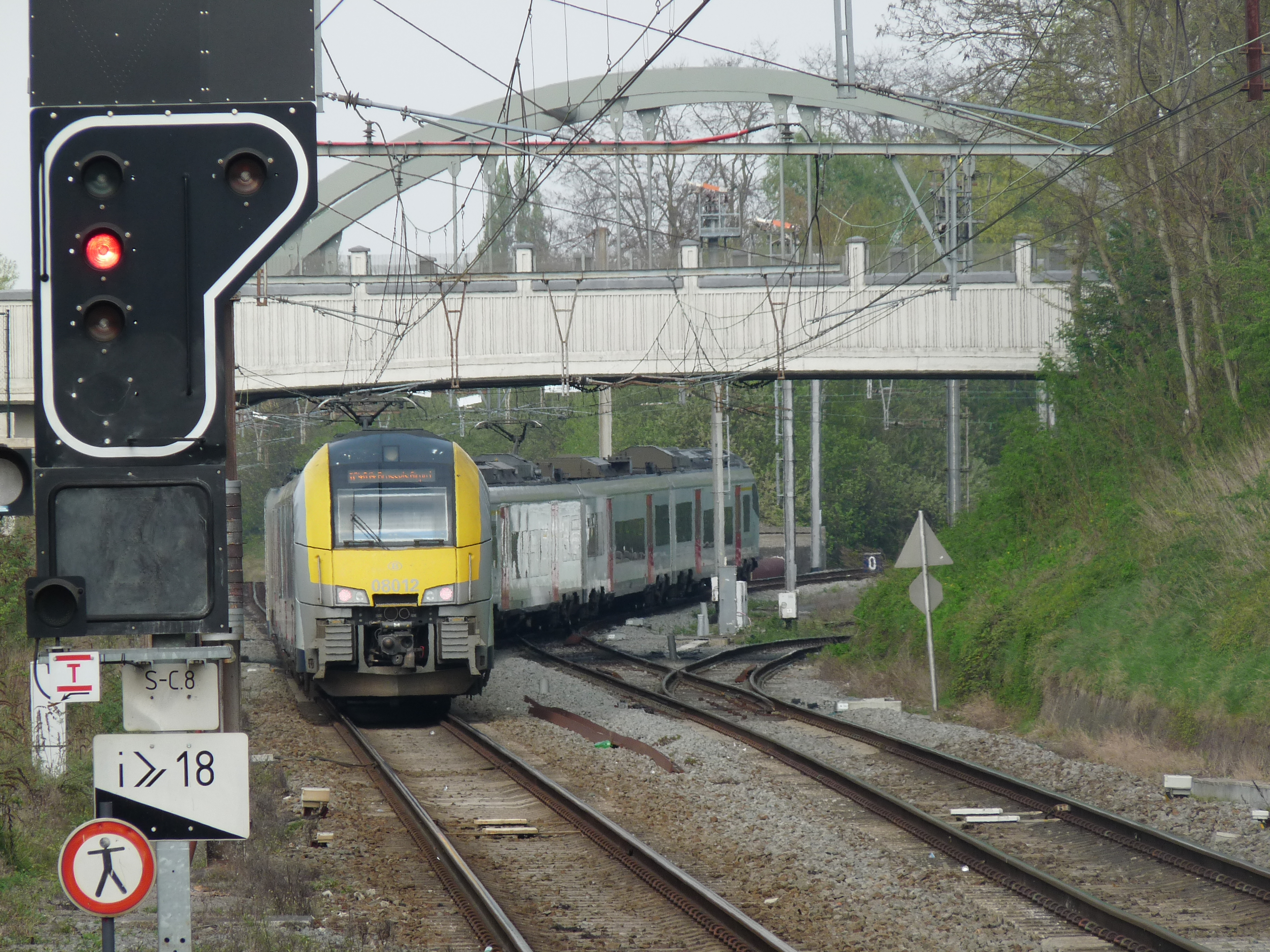
Bifurcation de Haren avec la ligne 36.

## Liste des gares

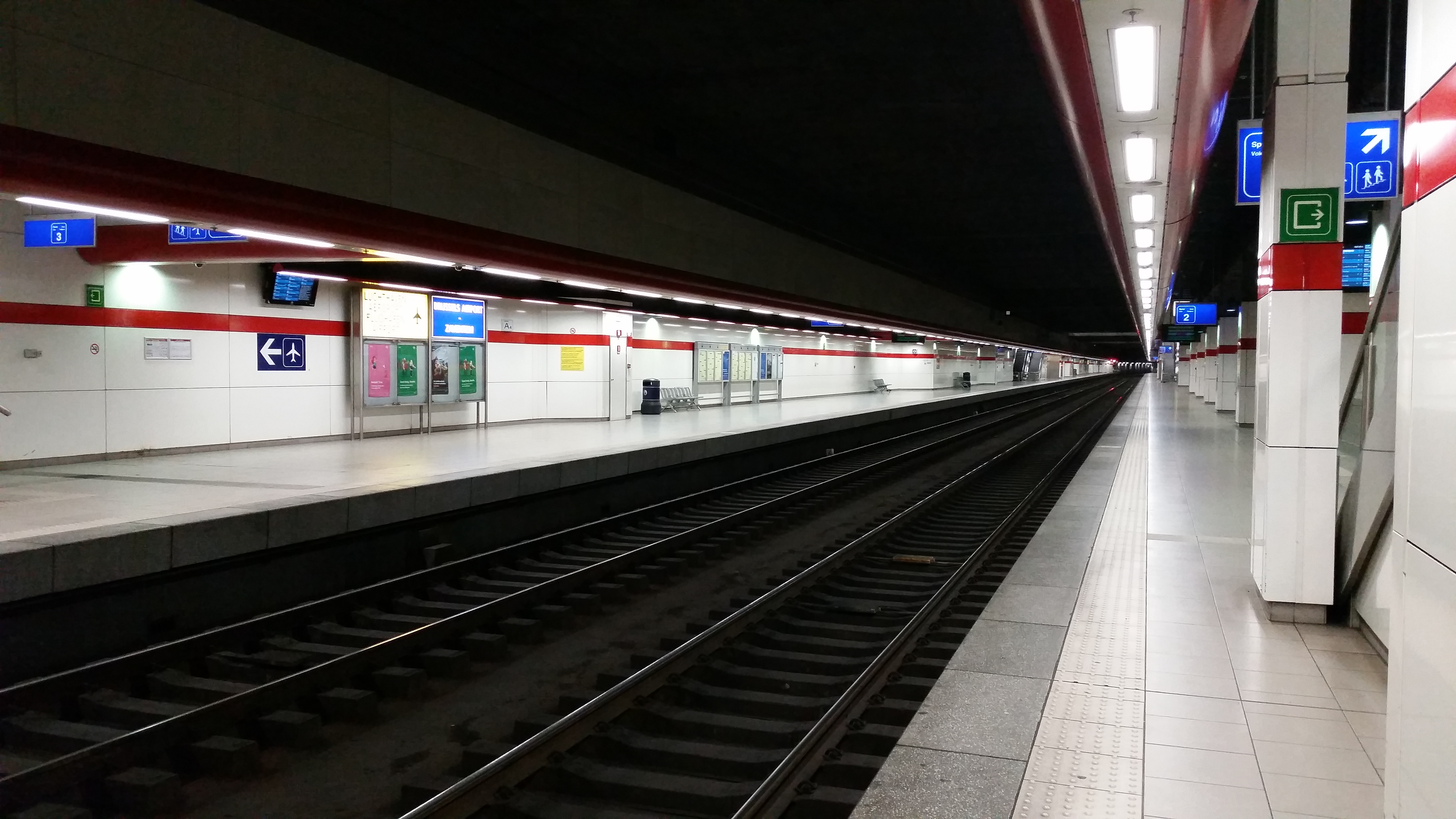
Gare de l'aéroport de Bruxelles-National (Zaventem).

La desserte de la ligne S19 comporte les gares suivantes :
- Charleroi-Central (Terminus en semaine uniquement)
- Marchienne-au-Pont
- Roux
- Courcelles-Motte
- Luttre
- Obaix-Buzet

- Nivelles (Terminus le week-end)
- Lillois
- Braine-l’Alleud
- Waterloo
- Rhode-Saint-Genèse
- Linkebeek
- Saint-Job
- Vivier d’Oie
- Boondael
- Etterbeek
- Bruxelles-Luxembourg
- Schuman
- Bordet
- Brussels-Airport-Zaventem (Terminus en semaine)
- Louvain
- Vertrijk
- Tirlemont
- Ezemaal
- Neerwinden
- Landen (Terminus le week-end)

## Exploitation
Comme du temps où ces trains étaient labellisés comme trains IC (IC-27), les trains arrivant à l'aéroport en semaine repartent ensuite en direction de Dinant en tant qu'IC-17 et vice-versa. Entre Etterbeek et Brussels-Airport-Zaventem, la liste des arrêts des S19 et IC-27 est similaire. En raison de cette correspondance, les S19 et IC-17 sont couramment limités à Bruxelles-Luxembourg en cas de retard.
Les week-ends et jours fériés, les S19 ont un parcours plus classique et leur terminus se trouve à Landen. Ils compensent alors l'absence des trains S9 entre Landen et Nivelles qui ne roulent qu'en semaine.
En cas d'accident sur les lignes 124 ou 26, les trains peuvent être déroutés par les lignes 140 et 161 et sont alors sans arrêt entre Charleroi-Central et Etterbeek.